# Christian Karl Dietrich
Christian Karl Dietrich, auch Diederich (* 26. April 1774 in Potsdam; † 20. Oktober 1848 in Berlin) war ein preußischer Generalmajor.

## Leben

### Herkunft
Christian Karl war der Sohn des Böttchermeisters Christian Dietrich und dessen Ehefrau Eva Rosine, geborene Fabian. Sein Vater lebte später als Privatier in Potsdam.

### Militärkarriere
Dietrich erhielt seine schulische Bildung auf dem Lyzeum in Potsdam. Von dort kam er am 1. Juli 1792 als Eleve in das Ingenieurkorps der Preußischen Armee und wurde am 28. November 1791 als Ingenieurgeograph mit 30 Talern Gehalt monatlich angestellt. Während des Ersten Koalitionskrieges kämpfte er bei den Schlachten von Kaiserslautern und Pirmasens sowie der Kanonade von Valmy. Bei der Belagerung von Mainz wurde er 1793 verwundet. Hier lernte Dietrich den späteren General Julius von Grawert kennen und kam am 12. Juli 1798 als Fähnrich in dessen Infanterieregiment. Dort avancierte Dietrich am 1. Mai 1802 zum Sekondeleutnant. Unter Belassung in diesem Regiment war er vom 20. März 1804 bis zum 14. März 1805 als III. Adjutant beim Generalstab tätig. Im Vierten Koalitionskrieg kämpfte Dietrich in der Schlacht bei Jena, wurde beim Rückzug in die Kapitulation von Prenzlau verwickelt und ging dort Ende Oktober 1806 in Gefangenschaft.
Nach dem Krieg kam Dietrich am 1. Februar 1808 zum Gouvernement von Glatz, stieg Anfang November 1808 zum Premierleutnant auf und wurde am 25. Juli 1809 Stabskapitän im Generalstab mit einem Gehalt von 360 Talern. Am 17. Oktober 1810 kam er dann als 2. Adjutant zum General von Grawert. In der Stellung wurde er am 3. Oktober 1811 zum Kapitän befördert. Als solcher nahm er 1812 während des Feldzuges an den Gefechten bei Eckau, Mesothen, und Schlockhof teil. Nach dem Feldzug wurde er am 23. Februar 1813 zum Major befördert und am 10. März 1813 zum Korps Yorck versetzt. Während der Befreiungskriege kämpfte er im Gefecht bei Königswartha und erwarb bei Haynau das Eiserne Kreuz II. Klasse. Ferner kämpfte er bei Goldberg, Montmirail, Chateau-Thierry, Chalons, Claye und erwarb beim Übergang bei Wartenburg den Orden der Heiligen Anna II. Klasse sowie für Großgörschen eine Belobigung. Dietrich kämpfte bei Bautzen, an der Katzbach. Bei Leipzig erwarb er das Eiserne Kreuz I. Klasse, kämpfte wieder bei Laon und erhielt für Paris den Orden des Heiligen Wladimir IV. Klasse. Am 30. August 1814 erhielt Dietrich seinen Abschied mit dem Charakter als Oberstleutnant.
Er wechselte zur Landwehr und kam am 21. Juni 1815 zum 3. Kurmärkischen Landwehr-Regiment und am 31. August 1815 zum 2. Posener Landwehr-Regiment. Dort bekam er am 12. Oktober 1815 das Patent als Oberstleutnant. Am 24. November 1816 kam er zum 2. Brandenburgischen Landwehr-Regiment. Von dort wurde er am 6. März 1820 als Kommandeur des II. Bataillon im 14. Landwehr-Regiment nach Bromberg versetzt und am 3. April 1820 zum Oberst befördert. Am 20. März 1829 bekam er auf eigenen Antrieb seinen Abschied mit einer Pension von 1750 Talern. Am 4. November 1840 erhielt er noch den Charakter als Generalmajor. Er starb am 20. Oktober 1848 in Berlin und wurde am 28. Oktober 1848 auf dem alten Garnisonsfriedhof beigesetzt.

### Familie
Er heiratete im Jahr 1812 Regina Friederike du Moulin (1770–1835), verwitwete Spaltholz. Nach dem Tod seiner ersten Frau heiratete er am 29. März 1836 in Berlin Friederike Wilhelmine Ernstine von Heinemann (* 1801) eine Tochter des braunschweigischen Majors Karl Anton Ernst von Heinemann.